# The Parallel
"The Parallel" is een aflevering van de Amerikaanse televisieserie The Twilight Zone. Het scenario werd geschreven door Rod Serling.

## Plot
Een astronaut genaamd Robert Gaines, bijgenaamd Bob, bevindt zich in een ruimtecapsule in een baan rond de aarde. Bij zijn poging terug te keren in de dampkring treden er technische problemen op in de capsule en Bob verliest het bewustzijn.
Wanneer hij bijkomt is hij op aarde in een ziekenhuis. Hij lijkt er goed vanaf te zijn gekomen en mag nog diezelfde dag naar huis toe. Al snel begint hij echter te merken dat bepaalde zaken niet kloppen. Zijn dochter herkent hem niet en iedereen spreekt hem opeens aan met de titel kolonel (een rang die bevestigd wordt door de insignes op zijn uniform), terwijl hij majoor is. Ook blijkt niemand die hij tegenkomt ooit te hebben gehoord van president John F. Kennedy. Bob concludeert dat hij op een of andere manier in een parallel universum moet zijn beland. Hij probeert terug te keren naar zijn ruimtecapsule, maar verliest weer het bewustzijn voor hij hierin slaagt.
Wanneer Bob weer bijkomt, zit hij weer gewoon in zijn ruimtecapsule in de baan rond de aarde. Ditmaal maakt hij een geslaagde landing en doet zijn ervaringen van de hand als een nachtmerrie. Maar nauwelijks is Bob geland, of de controlekamer van het ruimtevaartcentrum ontvangt nog een bericht, van een zekere kolonel Gaines.

## Rolverdeling
- Steve Forrest: Robert “Bob” Gaines
- Jacqueline Scott: Helen Gaines
- Frank Aletter: kolonel Connacher
- Philip Abbott: Gen. Eaton
- Morgan Jones: kapitein
- William Sargent: pojectmanager
- Paul Comi: psychiater

## Trivia
- In 1963 werd een rechtszaak aangespannen tegen Rod Serling door een man die beweerde dat Serling het idee voor deze aflevering van hem had gestolen. Serling beslechtte de zaak buiten de rechter om door de man 6500 dollar te betalen.
- Het verhaal van deze aflevering vertoont grote gelijkenissen met de Britse sciencefictionfilm Doppelgänger.